# Trillian (personage)
Tricia McMillan, alias Trillian, is een personage uit Douglas Adams' serie Het Transgalactisch liftershandboek. Ze is een slanke, donkerharige vrouw met bruine ogen.
Trillian doet mee in de originele radioserie, vijf van de zes boeken (enige uitzondering is Tot ziens en bedankt voor de vis), de televisieserie en de film.
In de film is haar middelste naam Marie. In enkele Nederlandse vertalingen van de hoorspelen en boeken heet ze Trees "Trema" Jansma.

## Biografie
Trillian is een briljante wiskundige en astrofysicus. Ze ontmoette Arthur Dent voor het eerst op een feestje in een flat. Tijdens dit feestje ontmoette ze ook Zaphod Beeblebrox, die haar uitnodigde mee te gaan aan boord van zijn ruimteschip. Nadat de Aarde is vernietigd door de Vogons, pikken ze Arthur en Ford op en vergezelt hen op enkele van hun reizen.
Het verdere leven van Trillian verschilt per incarnatie. In de originele radioserie wordt ze gedwongen te trouwen met de President van de Algolian-tak van de Galactische Rotaryclub, waarna ze in de tweede radioserie niet meer voorkomt. In de boekenserie redt ze de aarde van de Krikketers, en gaat daarna werken voor een Sub-Etha radiostation. Ze krijgt uiteindelijk ook een kind genaamd Random Dent, van wie Arthur de vader blijkt te zijn.
Adams vond het zelf lastig om te schrijven over een vrouwelijk personage. Derhalve gaf hij Trillian niet veel karakterontwikkeling en is ze meestal een achtergrondpersonage. De momenten waarop ze wel centraal staat in het verhaal blijkt ze een stuk slimmer en competenter te zijn dan haar medepersonages.
Voor de film waren er plannen om van Trillian een half-mens te maken om Arthurs eenzaamheid als laatste volbloed-mens in het universum te benadrukken. Dit plan werd later geschrapt. Wel heeft Trillian in de film een grotere rol dan in de meeste andere incarnaties. Dit om haar relatie met Arthur meer naar voren te brengen.

## Relaties
Trillian en Arthur hebben in de boekenserie korte tijd een relatie, maar deze draait nooit uit op iets serieus. Wel krijgen ze samen een kind, maar dat is enkel omdat Arthur ter betaling voor zijn reizen wat van zijn zaadcellen verkoopt aan een DNA-bank, welke later buiten zijn weten om wordt bezocht door Trillian.
In de film heeft Trillian zowel interesse in Arthur als in Zaphod. Ze is teleurgesteld in Arthur vanwege zijn gebrek aan spontaniteit, maar beseft later dat hij de man is die echt om haar geeft.

## Acteurs
Trillian werd in de radioserie gespeeld door Susan Sheridan. In de televisieserie vertolkte Sandra Dickinson de rol. Op de originele LP-versie wordt de rol vertolkt door Cindy Oswin. In de film wordt ze gespeeld door Zooey Deschanel.
In de originele radioserie heeft Trillian een Brits accent, maar niet in de televisieserie en film. Dit omdat ze in die laatste twee werd gespeeld door een Amerikaanse actrice.